# AmebaPico
AmebaPicoはサイバーエージェントが運営していたWebサービス。事実上は英語圏向けのアメーバピグである。

## 概要
AmebaPicoは、アメーバピグの海外版と呼ばれ親しまれていた。AmebaPicoのユーザーの多くはアラビア語圏だった。
リリース当初は、5ヶ月半で利用者数200万人を突破した。
終了の原因は、一つ目に課金者が少なかったことがあげられる。AmebaPicoは、ゲーム内のアバターを成長させるよりも、他のアバターと会話をすることを楽しむユーザーがほとんどだったからだ。二つ目には、アメーバピグで使われていたシステムを流用していた点があげられる。そのため、ゲーム画面の外観からプログラム内部までほとんどアメーバピグと同じだった。この二つの原因から、2012年12月17日でサービスを終了した。。
ゲーム内のデータはサービス終了と同時に全て消去された。